# Grand Escarpement africain
Pour les articles homonymes, voir Grand Escarpement.
| carte géologique montrant le plateau central d'Afrique australe avec ses bords formant le Grand Escarpement · Vue satellite de l'Afrique du Sud |

Le Grand Escarpement est une formation géologique majeure de l'Afrique ; il s'agit des pentes raides, formant des falaises, du plateau central d'Afrique australe dominant les régions inférieures, baignées par les océans, qui ceinturent l'Afrique du Sud sur trois côtés,. Il est situé pour sa plus grande partie en Afrique du Sud ; il s'étend, à l'est, en direction du nord et forme la frontière entre le Mozambique et le Zimbabwe ; puis, au-delà de la vallée du Zambèze, il atteint la Zambie,. À l'ouest, il est orienté vers le nord, s'étendant jusqu'à la Namibie et l'Angola.
Il porte différents noms selon les endroits, le plus connu étant le Drakensberg en Afrique du Sud ; en Angola, il correspond à la serra da Chela, en Namibie au Scharzrand et aux bordures des hautes-terres du Khomas, en Zambie, à l'escarpement de Muchinga dans l'est du pays.

## Origines géologiques

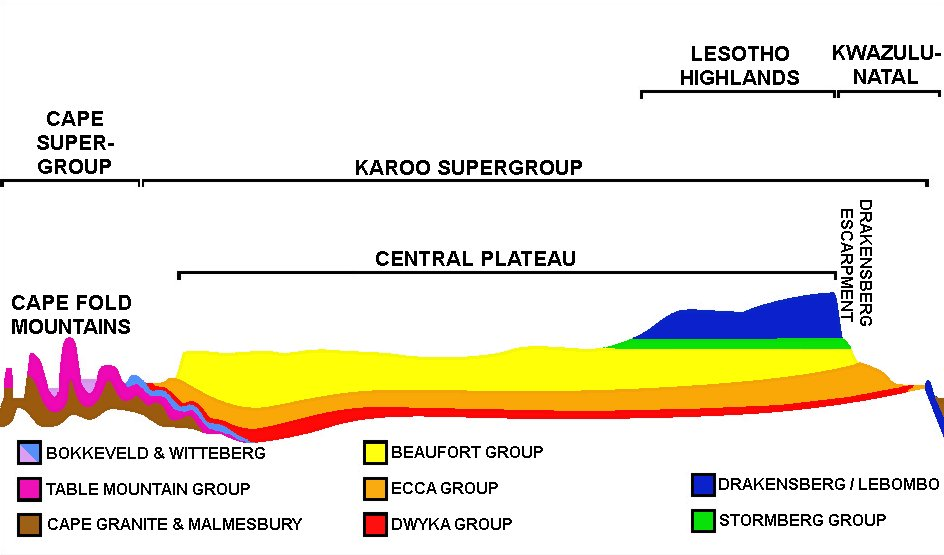
Coupe géologique SO-NE de l'Afrique du Sud. La péninsule du Cap et la montagne de la Table sont à gauche, la partie droite correspond au nord-est du KwaZulu-Natal. Le schéma, qui n'est pas à l'échelle, montre les structures géologiques principales. Cf. Supergroupe du Karoo et Ceinture plissée du Cap.

Il y a environ 180 millions d'années (Ma), un panache au-dessous du sud du Gondwana provoque un affaissement de la croûte continentale dans la région qui deviendra l'Afrique australe. Durant les 10 à 20 millions d'années qui suivent, des vallées de faille se créent autour du soulèvement central ; elles sont inondées et forment le proto-océan Atlantique et le proto-océan Indien,. Les parois abruptes de ces vallées forment des falaises (ou escarpements) qui entourent le nouveau sous-continent d'Afrique australe.
Avec l'élargissement des océans Austral, Atlantique et Indien, l'Afrique australe devient « calme ». Il n'y a pas d'activité orogénique ou volcanique durant environ 50 millions d'années. Cela entraîne une période d'érosion presque ininterrompue, qui se poursuit jusqu'à aujourd'hui, laquelle enlève une couche de plusieurs kilomètres d'épaisseur à la surface du plateau. Une épaisse couche de sédiments marins a cependant été déposée sur le plateau continental, dans la partie basse des vallées d'origine.
Durant les 20 derniers millions d'années, l'Afrique australe connaît un épisode de soulèvement massif, particulièrement à l'est, de sorte que le plateau, malgré son érosion intense, se situe en moyenne à plus de 1 000 m d'altitude ; il est incliné, son niveau le plus haut se situe à l'est et il descend en pente douce vers l'ouest et le sud. Ainsi, l'altitude des bords orientaux du plateau est-elle supérieure à 2 000 m. Il atteint sa  hauteur extrême, supérieure à 3 000 m, là où l'escarpement forme la frontière entre le Lesotho et le KwaZulu-Natal,.
Ce soulèvement fait que l'escarpement d'origine se déplace, par érosion, vers l'intérieur des terres (globalement vers le nord) jusqu'à sa position d'aujourd'hui, créant l'actuelle plaine côtière,,. Sa position est actuellement 150 km plus à l'intérieur des terres par rapport aux lignes de faille qui se sont créées le long de la ligne côtière durant la fracturation du Gondwana. Le taux d'érosion de l'escarpement, dans la région du Drakensberg, est en moyenne de 1,5 m tous les 1 000 ans (1,5 mm/an).
Du fait de son érosion intense durant presque tout le Cénozoïque et le Mésozoïque, aucune roche de surface du plateau (à l'exception des sables du Kalahari) n'a plus de 180 millions d'années,. Les roches les plus anciennes sont celles qui surmontent le plateau au Lesotho, appartenant à la formation de Clarens, créée dans des conditions désertiques il y a 200 Ma. Les roches de la formation de Clarens sont elles-mêmes recouvertes par celles ayant donné naissance aux monts Lebombo, une couche de lave de 1,6 km d'épaisseur, qui s'est épanchée il y a 180 Ma et a couvert une large partie du Gondwana dont presque toute la zone correspondant à l'actuelle Afrique australe,,. Ces roches forment les pentes étagées du Grand Escarpement dans cette région, où il dépasse l'altitude de 3 000 m.
Le retrait de l'escarpement par rapport à sa position d'origine fait que les roches exposées de la plaine côtière sont, presque sans exception, plus anciennes que les roches qui recouvrent l'escarpement adjacent. Ainsi, les roches qu'on trouve au pied du Grand Escarpement dans le lowveld du Mpumalanga ont-elles plus de 300 Ma. Au sud et au sud-ouest, les vallées de faille formées durant la fracturation du Gondwana courent approximativement le long de la ligne côtière actuelle. La vallée au sud du continent qui séparait la pointe sud de l'Afrique du plateau des Falklands a été repoussée, formant une chaîne montagneuse massive comparable à l'Himalaya, il y a 290 à 300 Ma,,. Les sédiments provenant de l'érosion des montagnes du Gondwana ont recouvert la ceinture plissée du Cap, formant, à l'intérieur du supergroupe du Karoo, le groupe de Beaufort,. Alors que l'escarpement s'érode et recule vers l'intérieur des terres, les montagnes de la ceinture plissée du Cap, formées il y a 150 Ma, sont progressivement de nouveau exposées. Composées de grès quartzitique résistant à l'érosion, elles émergent du paysage érodé, formant des chaînes parallèles qui dépassent au sud et au sud-ouest de la plaine côtière du Cap .
Sa partie orientale, le Drakensberg, court au nord jusqu'à Tzaneen, au 22e degré de latitude sud environ, point à partir duquel il s'oriente vers l'ouest et Potgietersrus, où on l'appelle Strydpoort Mountains,. Le Grand Escarpement n'est plus visible pendant 450 km au nord de Tzaneen avant de réapparaître à la frontière du Zimbawe et du Mozambique, dans les hautes-terres près de Chimanimani ; ce hiatus est dû à un « aulacogène » (un rift « avorté ») oriental de la faille principale ayant causé les débuts de l'éloignement de l'Antarctique et de l'Afrique du Sud actuels au moment de la dislocation du Gondwana il y a 150 Ma. Le Limpopo et le Savé se jettent dans l'océan Indien en empruntant ce qui reste de cette vallée de rift, qui fait partie du lowveld sud-africain.

## Paysages

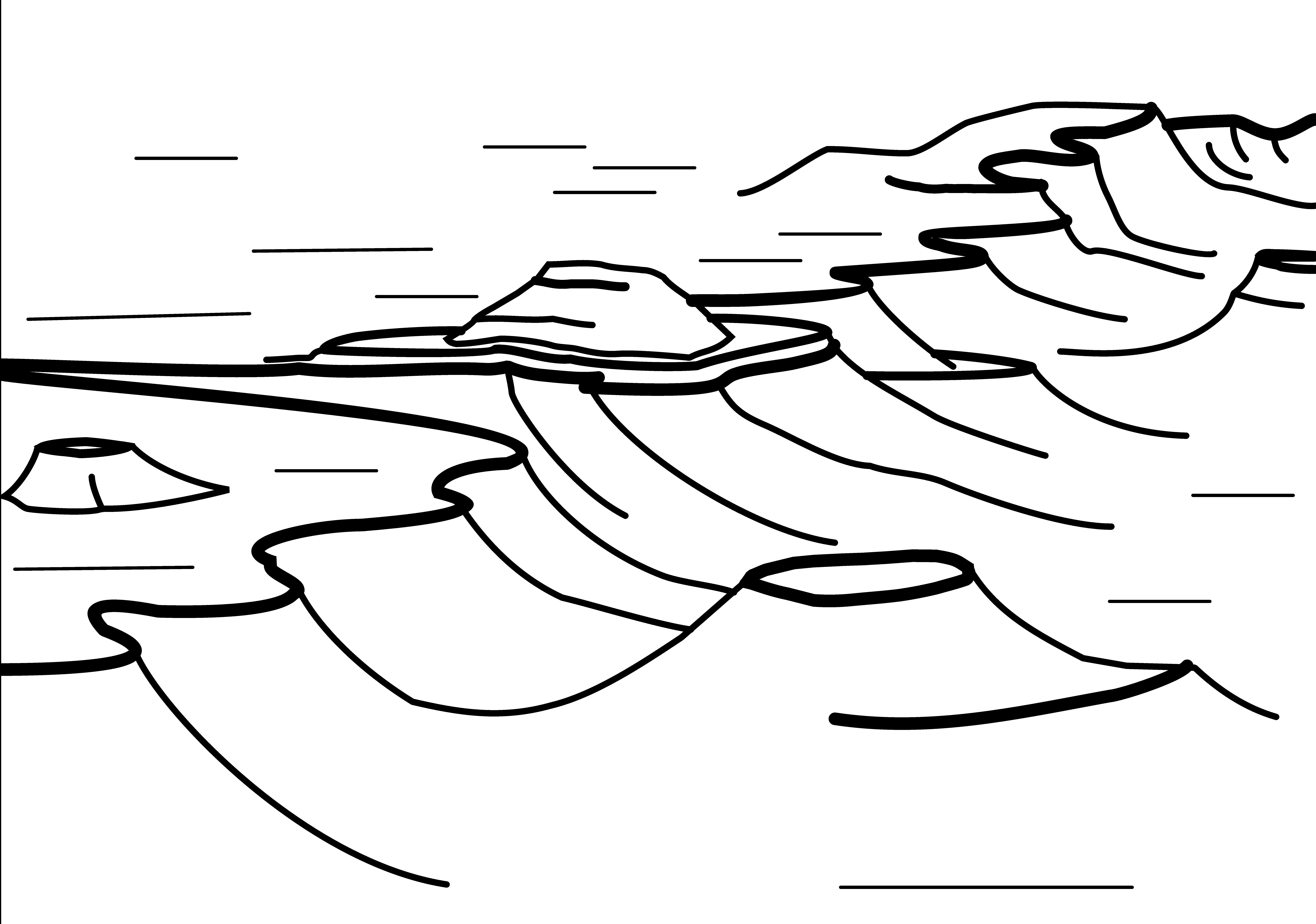
Représentation stylisée du Grand Escarpement dans la zone du Grand Karoo où les sills de dolérite, résistant à l'érosion (lignes épaisses), forment la partie supérieure de l'escarpement, qui présente des rebords abrupts. On voit aussi des « îles », restes du plateau ancien érodé. À d'autres endroits, ce sont les couches dures qui forment un paysage similaire.

La partie orientale du Grand Escarpement, en Afrique du Sud, est nommée Drakensberg,, ce qui signifie « montagnes du dragon », en raison de son apparence « rugueuse » faite de sommets proéminents et de pentes étagées et abruptes. La partie du Drakensberg qui se situe au Limpopo, au Mpumalanga et au Lesotho présente une surface sommitale résistante à l'érosion. La partie se trouvant au KwaZulu-Natal et dans l'État-Libre, faite d'un matériau plus tendre, présente des reliefs plus arrondis. Le sommet de l'escarpement, y compris au Lesotho, est plat et lisse. Les montagnes du Lesotho ont été façonnées par des goulets créés par l'érosion, qui se sont transformés en vallées profondes où coulent les affluents du fleuve Orange. Ces vallées sont très nombreuses et donnent aux hautes-terres du Lesotho un aspect « hérissé », vu du ciel ou du sol.
Au sud du plateau central, des sills de dolérite, durs, résistants à l'érosion, constituent la majeure partie du bord supérieur de l'escarpement, mais, lorsque les sills sont plus minces ou absents, comme dans le Drakensberg entre le KwaZulu-Natal et l'État-Libre, il est composé de roches plus tendres, âgées de 250 à 300 Ma. Cela fait que les reliefs sont plus arrondis ou ont été tellement érodés qu'ils n'apparaissent plus ; c'est le cas, par exemple, le long de la RN 1 entre Beaufort West et Three Sisters (en) ainsi que là où le fleuve Orange a créé une large vallée avant de se jeter dans l'océan Atlantique. Cependant, pour sa plus grande partie, il présente des crêtes de 400 à 800 m que les routes de l'intérieur doivent franchir, parfois en empruntant des passes sinueuses à forte déclivité telles celles de Burke, Vanrhyns, Bloukrans, Gannaga, Ouberg, Verlatekloof, Teekloof, Molteno, Goliatskraal, Daggaboersnek, Katberg, Nico Malan et Barkly.

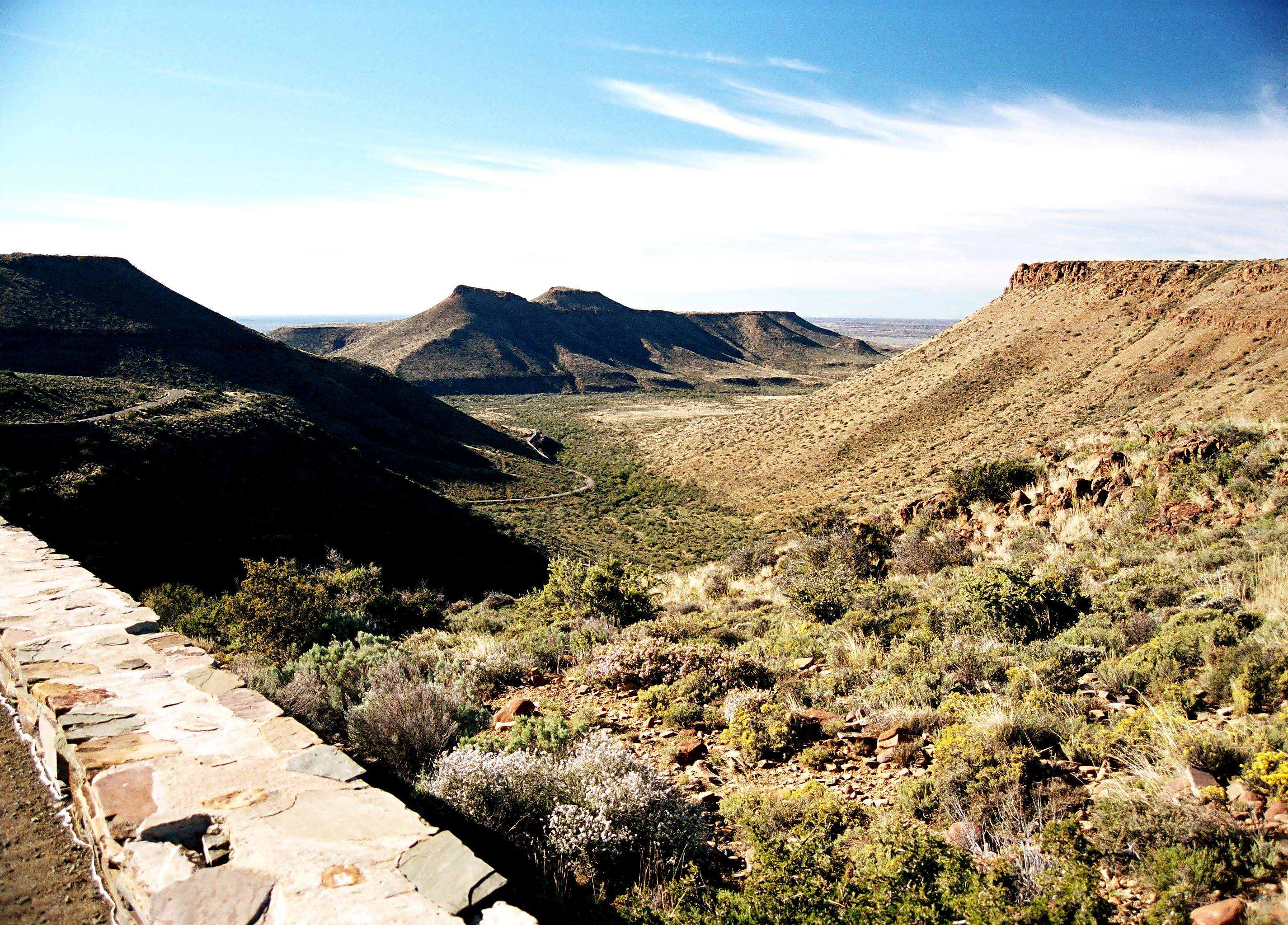
Une vue depuis le sommet du Grand Escarpement près de Beaufort West, en regardant vers le sud, surplombant les plaines du bas-Karoo. On voit les restes du plateau ancien et les sills de dolérite qui surmontent, au loin, les sommets, donnant les structures caractéristiques à sommets plats.
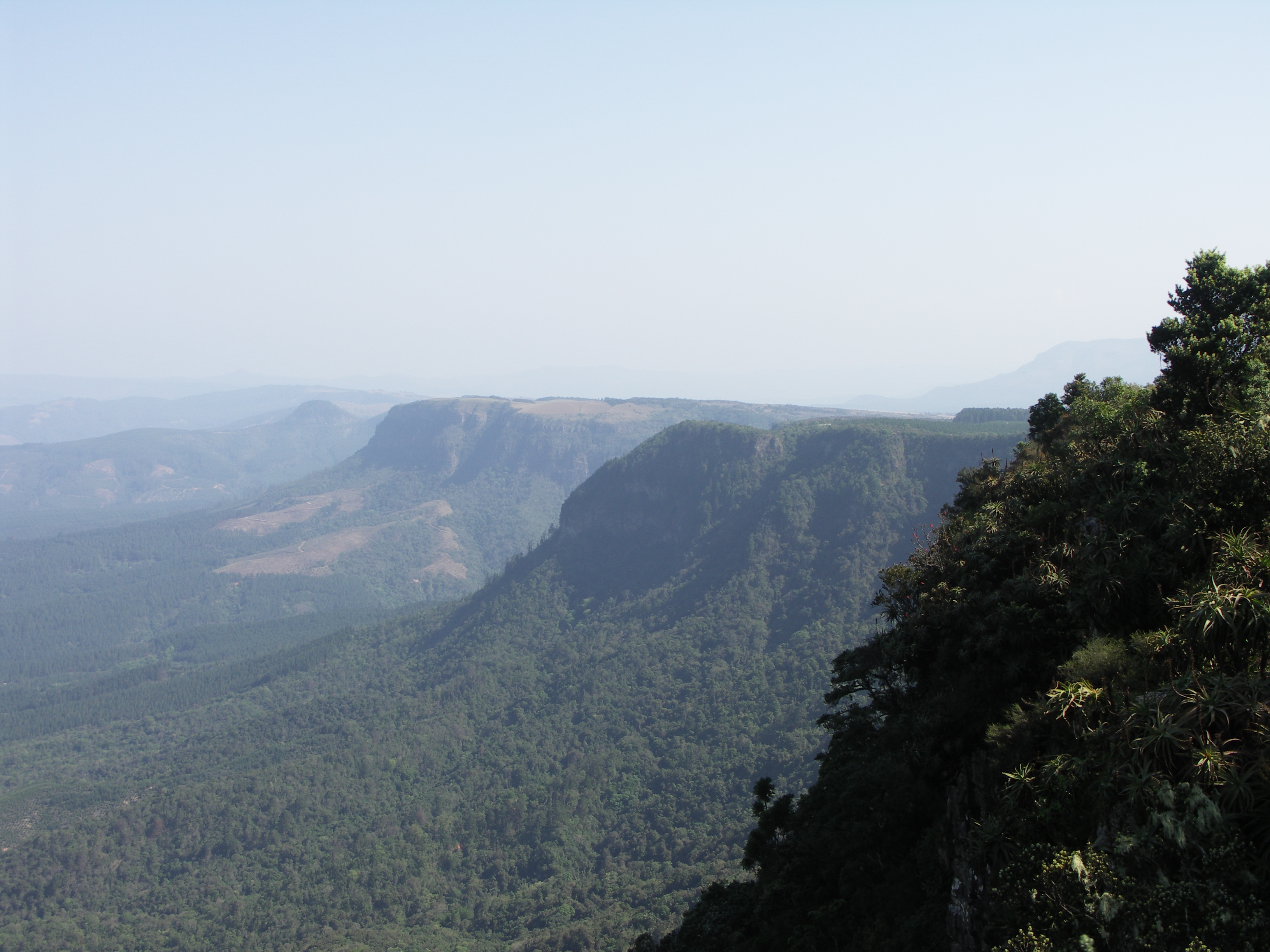
Une vue du Drakensberg au Mpumalanga, depuis God's Window, près de Graskop, en direction du sud. Les couches résistantes à l'érosion qui forment le sommet des pentes sont, à cet endroit, constituées de quartzite appartenant à la formation du Black Reef, qui forme aussi la chaîne du Magaliesberg près de Pretoria[2],[10].
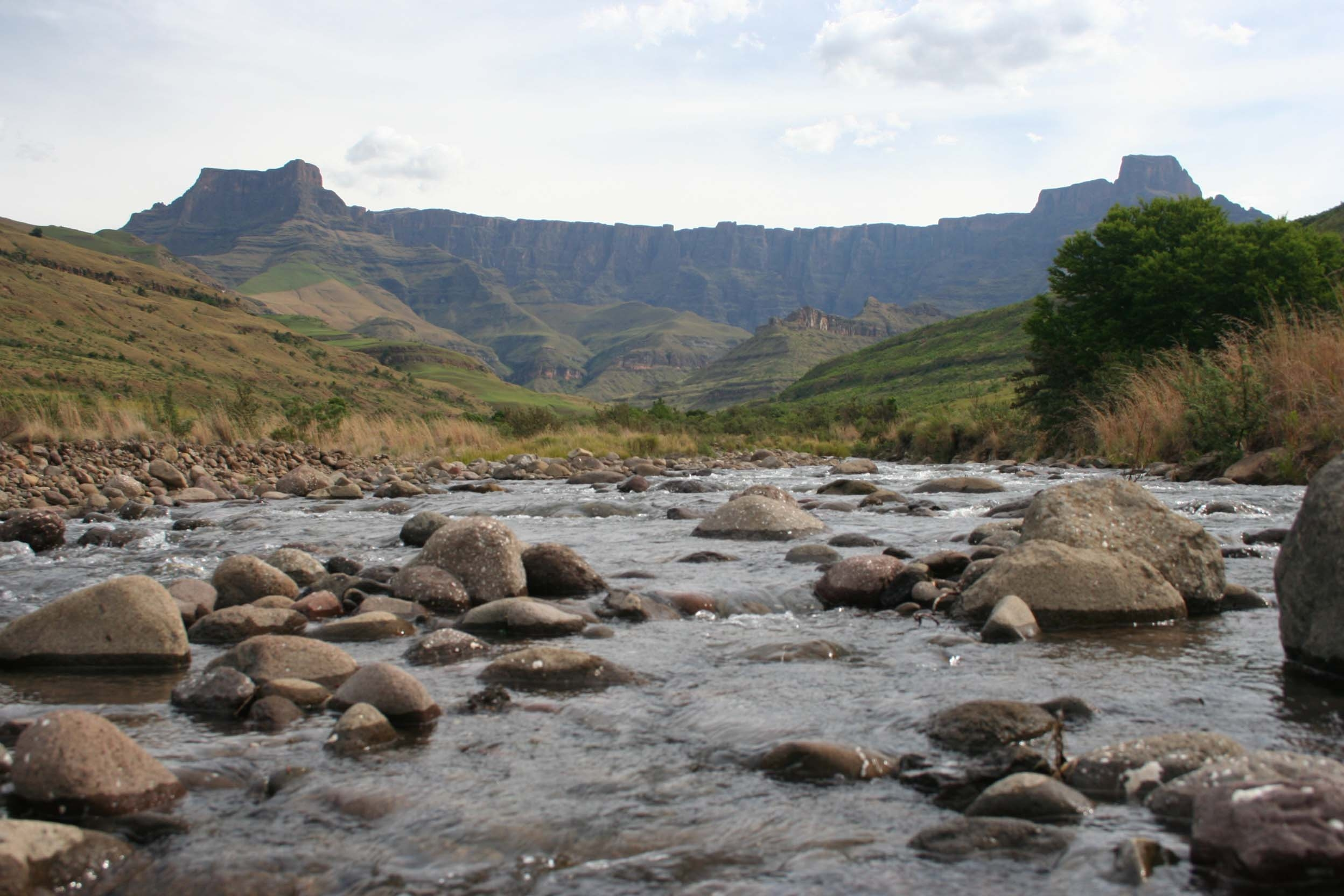
L'« Amphithéâtre » à la frontière du KwaZulu-Natal et du Lesotho. Ici, les sommets sont faits de laves basaltiques épanchées à la surface, alors que les sills de dolérite résultent d'intrusions entre les couches antérieures. Les laves du Drakensberg ont couvert l'Afrique australe il y a 180 Ma. Elles font 1 400 m d'épaisseur, tandis que les dolérites font typiquement 20 à 50 m d'épaisseur dans la partie orientée est-ouest du sud de l'escarpement.